# Бедфорд, Ганнинг
Ганнинг Бедфорд-младший (англ. Gunning Bedford, Jr.; 13 апреля 1747 — 30 марта 1812) — американский политик, революционер.
Как и многие другие авторы Конституции, Бедфорд родился в большой семье. Был соседом Джеймса Мэдисона в общежитии колледжа Нью-Джерси, позже изучал право в Филадельфии.
Позднее переехал в Делавэр, где работал адвокатом, избирался конгрессменом штата, депутатом Континентального конгресса и генеральным прокурором. Был членом редакционной комиссии, которая занималась так называемым Великим компромиссом, представлял точку зрения малых штатов. После Конвента много лет работал судьёй федерального окружного суда.